# Capillas de la catedral de Toledo

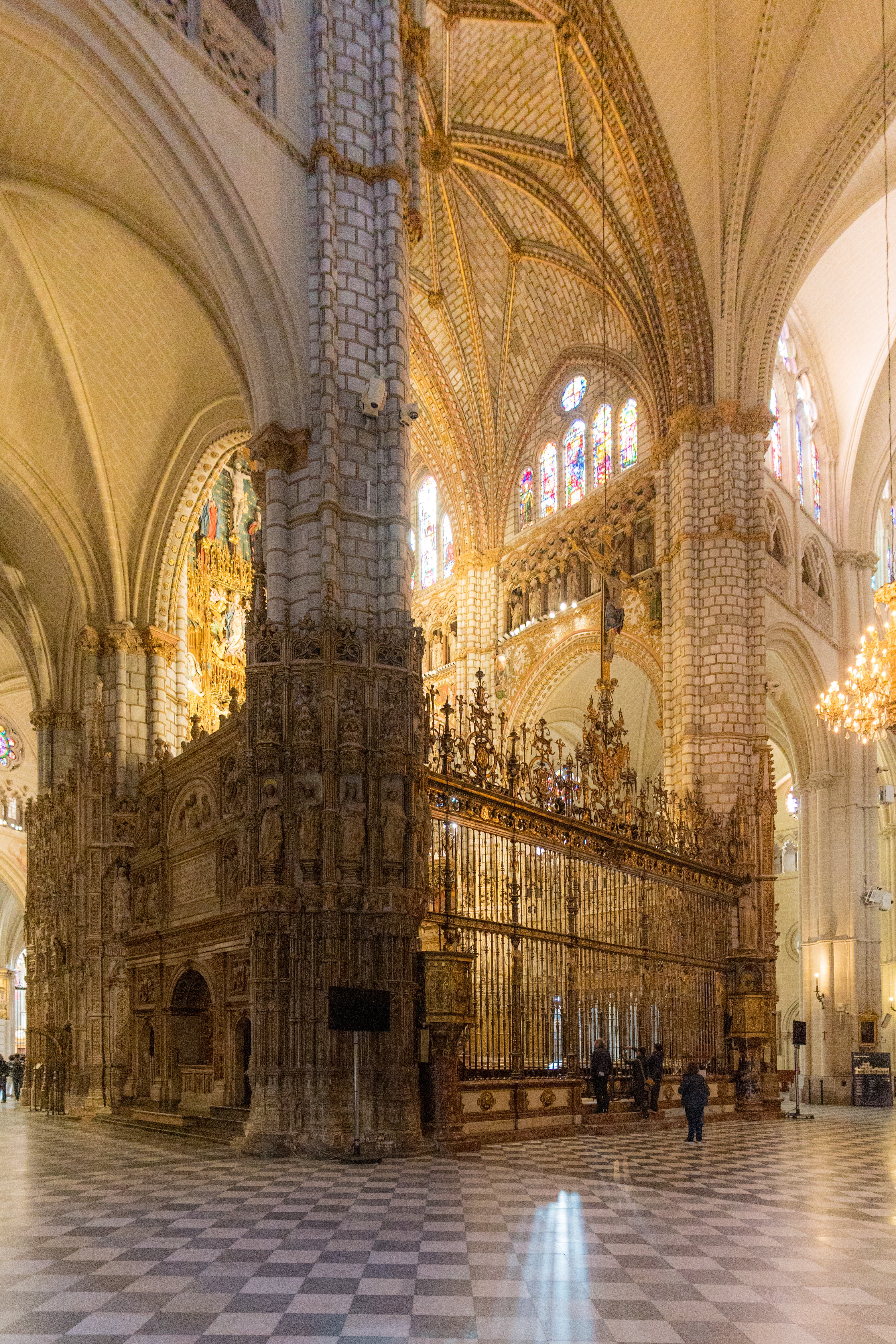
Vista general del Altar Mayor.

Las capillas de la catedral de Toledo concebidas en el proyecto de Rodrigo Ximénez de Rada rodeaban en sus orígenes la cabecera de la catedral. De ellas, algunas desaparecieron y otras se ampliaron o reordenaron. De las menores solo permanecen las capillas de Santa Ana y San Gil. De las mayores, se conservan con elementos de la primera época las de San Juan Bautista y Santa Leocadia de Toledo. Alteradas solo en su ornamentación permanecen la capilla de Reyes Viejos y la de Santa Lucía.
Modificadas o desaparecidas quedaron el resto, aunque en algunas se puede reconocer la embocadura: seis capillas pequeñas de la girola dieron paso en los siglos XIV y XV a las capillas funerarias de San Ildefonso y Santiago; la del Cristo de la Columna (también llamada de San Bartolomé) se transformó a principios del siglo XVII para dar paso a la del Cristo de los Estudiantes (o Cristo de las Tapaderas); la de Santa Bárbara, la de San Nicolás, la de Santa Isabel y la de la Santísima Trinidad se integraron en otras estructuras aunque algunos detalles permiten reconocer su anterior existencia.
Después de las distintas modificaciones se encuentran las mencionadas Capilla de los Reyes Viejos, San Juan Bautista, Santa Leocadia y Santa Lucía, además de la de San Eugenio, la de San Blas -incorporada al claustro-, la de San Pedro y la de los Reyes Nuevos.
En las sucesivas remodelaciones y obras, casi siempre se siguió el criterio de avanzar desde la cabecera de la catedral hacia el muro, y eso explica bien el trazado actual, a veces caótico, con respecto a los primeros diseños. De la capilla de los Reyes Viejos se desconoce su primera denominación. La actual tiene su origen en 1498 cuando el cardenal Cisneros quiso trasladar desde la capilla mayor los enterramientos reales, cosa que finalmente no se hizo. En el siglo XIII sirvió como funeraria para albergar los restos mortales del arzobispo Gonzalo Díaz Palomeque. La capilla de Santa Lucía es uno de los pocos espacios donde se pueden apreciar restos de la antigua mezquita; en concreto, una columna y su capitel.
La capilla de San Eugenio (llamada también de San Pedro el Viejo o del Corpus Christi), se encuentra en el costado sur, y mantiene todo el estilo arquitectónico del siglo XIII a diferencia del resto. La de San Pedro (situada en el muro norte y pegada a la panda este del claustro) es la más grande y cumple las funciones de capilla parroquial. Es de cabecera heptagonal, con dos líneas con bóvedas de terceletes y su destino, al ser construida al inicio del siglo XV, fue servir de capilla funeraria al arzobispo Sancho de Rojas.

## Capilla Mayor

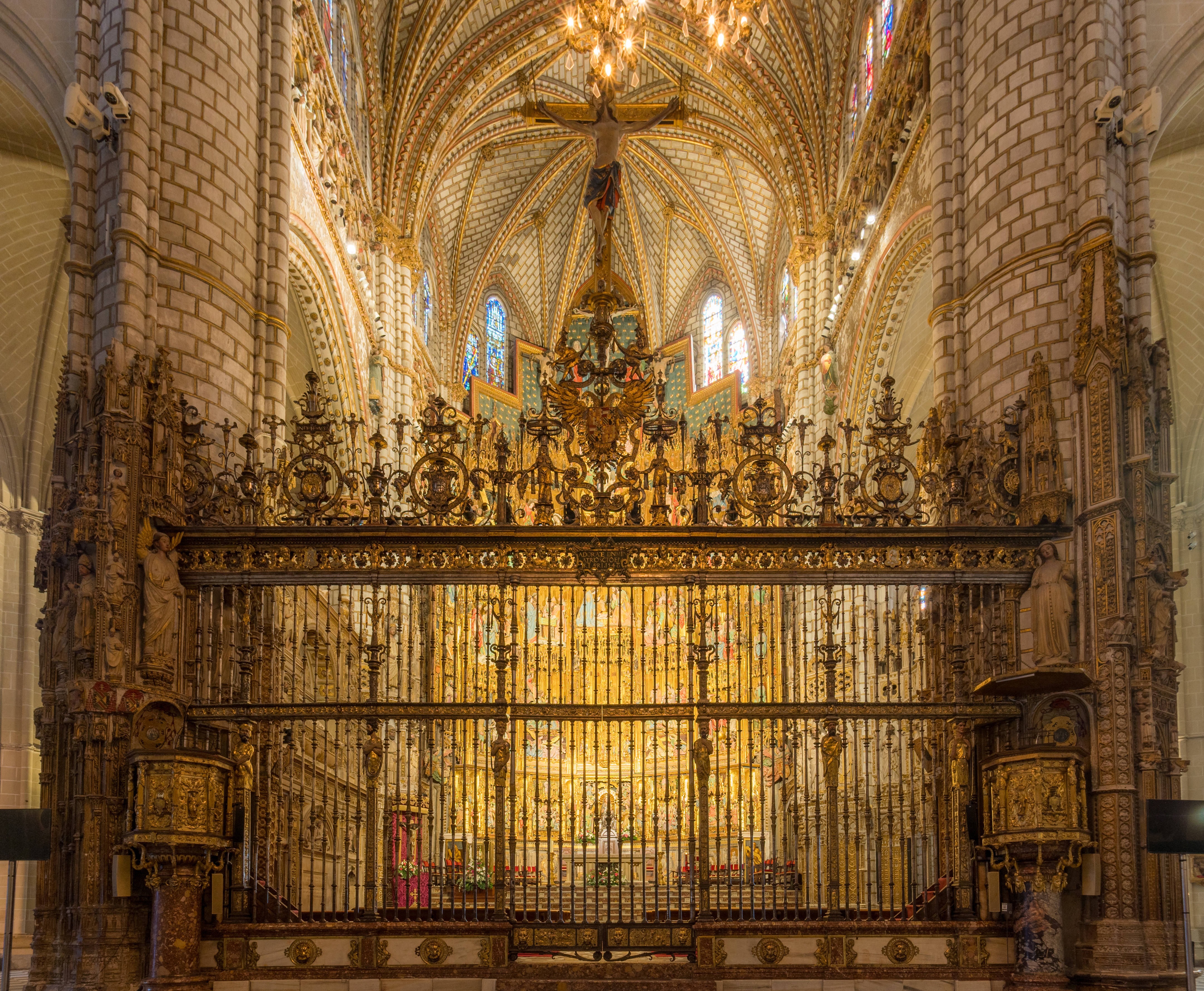
Entrada a la capilla Mayor.

La capilla mayor de la catedral acumula una gran riqueza en obras de arte, empezando por la propia arquitectura del recinto. En su origen estaba separada en dos partes con dos bóvedas independientes. La bóveda poligonal pertenecía a la capilla de los Reyes Viejos que quedaba algo separada. Con esta división, el presbiterio resultaba algo estrecho y no muy propio de semejante catedral. El cardenal Cisneros tuvo muy claro reconstruir esta parte de la catedral y tras algunas situaciones de enfrentamiento con el Cabildo, consiguió el consentimiento para demoler la dicha capilla de los Reyes Viejos, hacer el presbiterio más amplio y dar espacio suficiente para el gran retablo gótico que él mismo había encargado.
También en su origen, la capilla estaba cerrada lateralmente por dos magníficas "rejas" de piedra, que eran como enormes cancelas. La parte correspondiente al Evangelio fue destruida al hacer el mausoleo del cardenal Mendoza. Queda la parte correspondiente a la Epístola y por ella puede deducirse que se trataba de un gran trabajo. Algunos críticos de arte aseguran que esta reja pétrea es de lo más bello de la catedral. Es posible que se terminara de hacer en tiempos del arzobispo Pedro de Luna, cuyas armas y blasones policromados de Castilla y León figuran en esta obra. Está copiosamente decorada de estatuaria y rematada por un coro de ángeles que parecen ir volando. En armonía con esta obra de piedra calada se construyeron los dos pilares que dan paso al interior de la capilla. En el pilar de la izquierda puede verse la estatua de una figura con barba y cayado de pastor, el famoso pastor llamado Martín Alhaja que, según la leyenda, dio información en la batalla de Las Navas de Tolosa; el pilar contrario se llama del Alfaquí por la estatua de este personaje Abu Walid quien llevó al rey Alfonso VI un mensaje de tolerancia (véase la sección La catedral de Alfonso VI).
Todo el presbiterio está labrado y cincelado con figuras de todos los tamaños y figuras mitológicas. En la parte poligonal, en el lado del Evangelio se encuentran los sepulcros bien decorados y con estatuas yacentes de Alfonso VII de León y Pedro de Aguilar, hijo ilegítimo de Alfonso XI el Justiciero. En el lado de la Epístola están los enterramientos de Sancho IV de León y Castilla y del rey Sancho III de Castilla. Las imágenes de los reyes están ejecutadas en madera labrada por Copín de Holanda y policromada por Francisco de Amberes. Se cierra con la magnífica reja de Francisco de Villalpando, firmada humildemente en un rincón con las palabras Labor ubicumque (trabajo en todas partes).

### Capilla del Sepulcro dentro de la capilla mayor

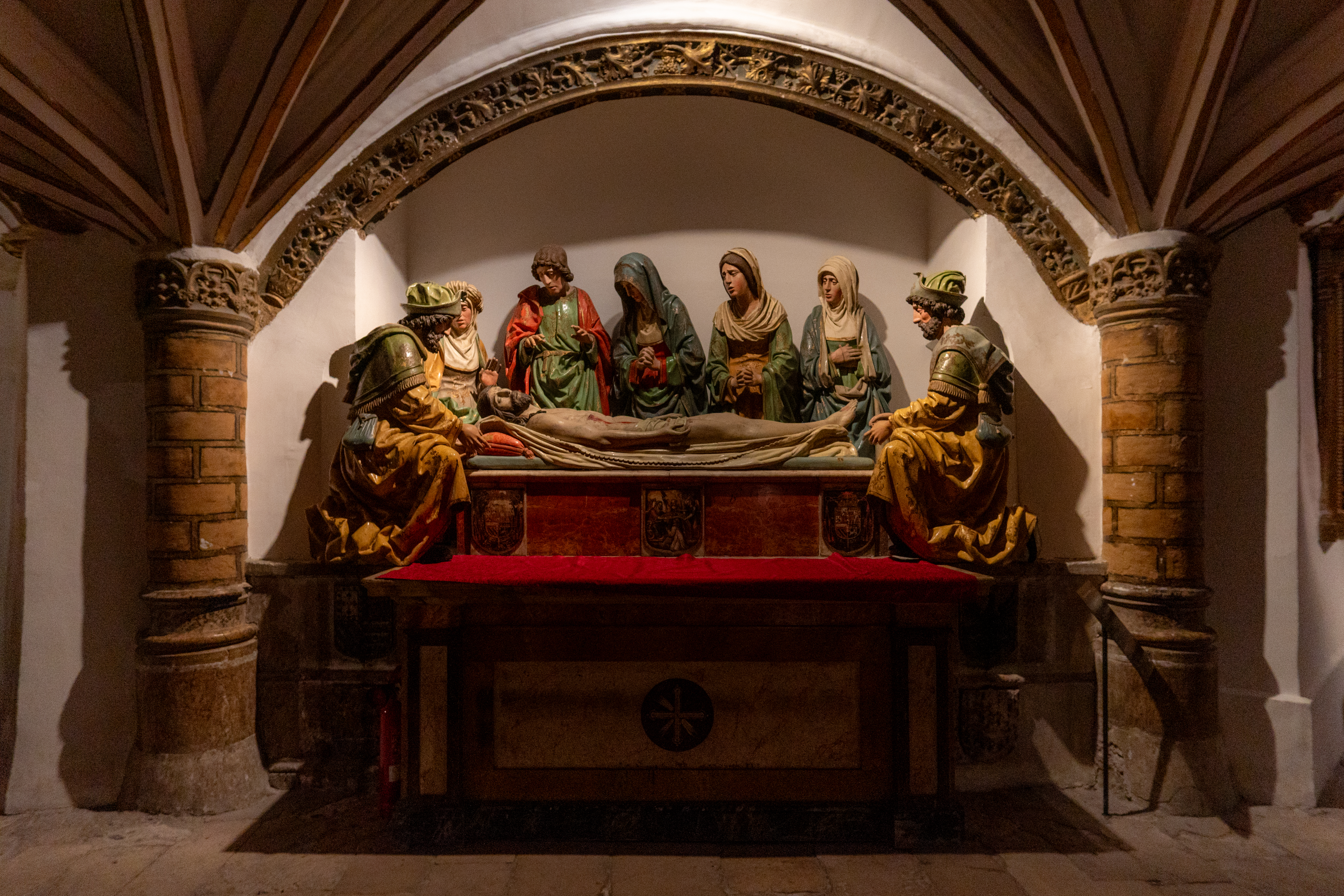
Sepulcro de Úrsula de Colonia

Debajo del altar mayor está la capilla del Sepulcro a manera de cripta. Se accede a ella por fuera del presbiterio y a través de una puerta enrejada que conduce a las escaleras de bajada. Es una capilla abovedada que contiene tres altares. El del centro está dedicado al Santo Entierro y tiene un hermoso grupo escultórico de Copín de Holanda. El de la derecha tiene importantes pinturas de Luis Medina y Francisco Rizi. El altar de la izquierda está dedicado a san Julián y presenta una talla de este arzobispo más dos tablas italianas con el tema de san Pedro y san Pablo.

### Retablo de la capilla mayor

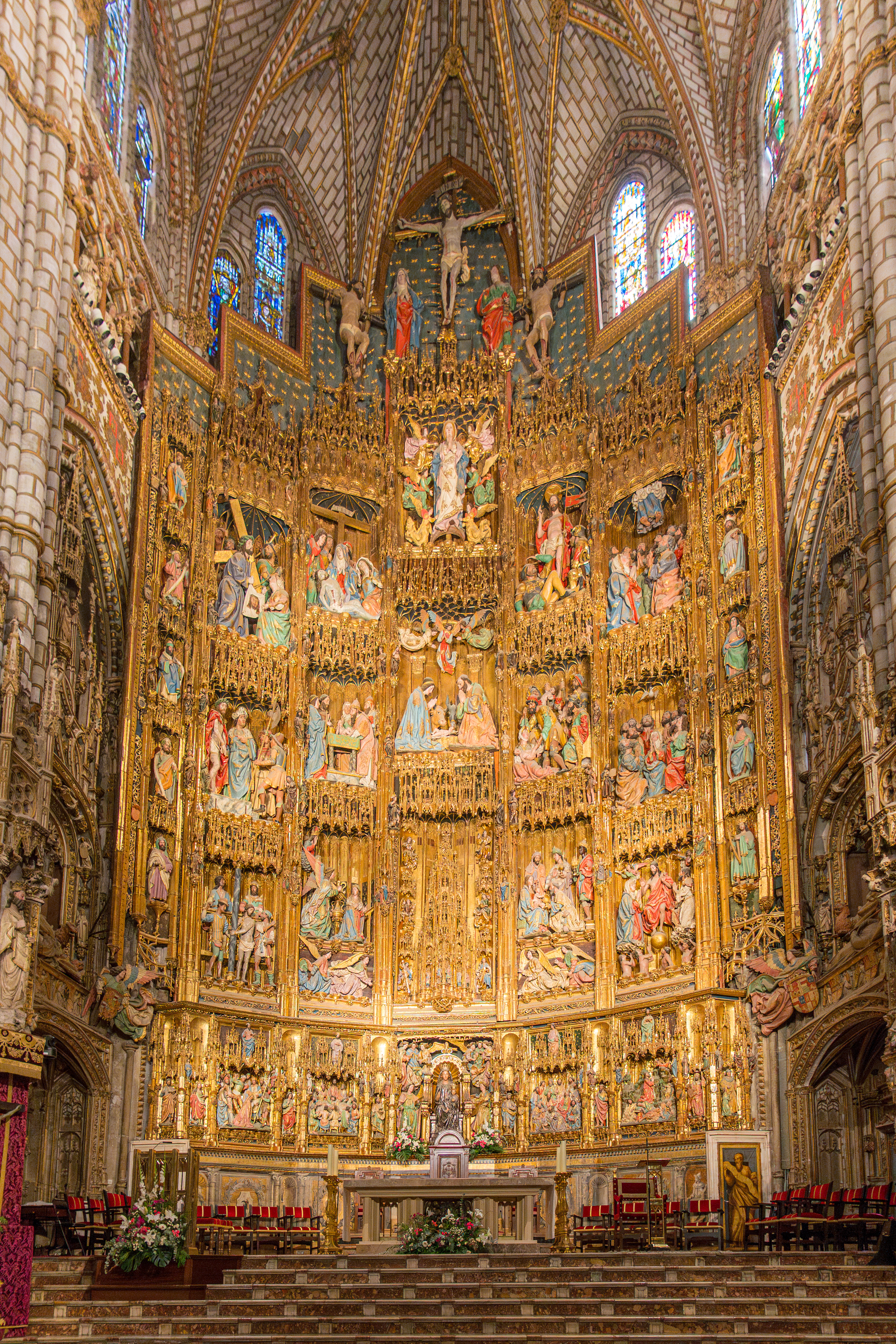
Retablo.

Es un retablo gótico florido, una de las últimas manifestaciones de este arte antes de dar paso al Renacimiento. Fue encargado por el cardenal Cisneros; la obra se inició en 1497 y terminó en 1504. Entre los arquitectos, pintores y escultores que intervinieron en esta obra maestra colectiva, estuvieron: Enrique Egas y Pedro Gumiel (diseño); Francisco de Amberes y Juan de Borgoña (estofado y policromía); Rodrigo Alemán, Felipe Vigarny, Diego Copín de Holanda y Sebastián de Almonacid (imaginería); y Petit Juan o Peti Joan (entallado y filigranas).
El retablo cuenta con una importante estatuaria y con una magnífica y delicada filigrana de pilarcillos, agujas, doseletes, chambranas, todo obra de Petit Juan Consta de sotobanco y predela; cinco calles, la del centro más ancha, más otras dos estrechas en los lados y cinco pisos cuya línea de separación no es horizontal sino escalonada. Los temas de la calle central de abajo arriba son figura sedente de la Virgen con el Niño chapada en plata (en la predela). Sobre ella está el sagrario, una custodia gótica tallada en madera. Encima el tema de la Natividad y más arriba la Ascensión. Culmina con un monumental Calvario. En las otras calles se distribuyen los temas de la vida y pasión de Jesús.

### Sepulcro del cardenal Mendoza

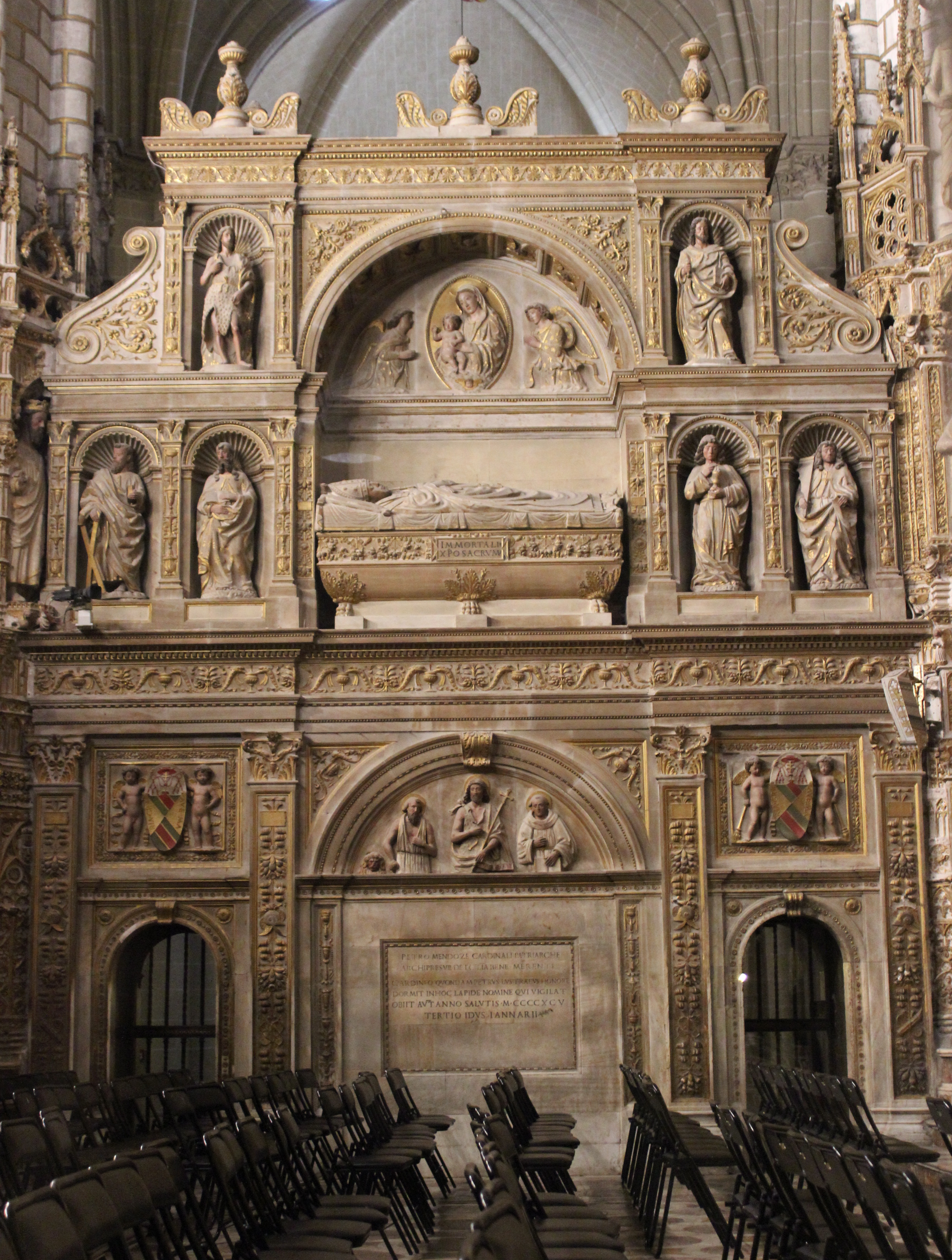
Sepulcro del cardenal Mendoza

El sepulcro del cardenal Mendoza se ubicó en la catedral como él mismo había manifestado en 1493, si bien el Cabildo se opuso en un primer momento a que fuera en el presbiterio, pues ese espacio debía conservarse para la posición privilegiada de los monarcas. Sin embargo, al final hubo de cambiarse la estructura del coro y mover enterramientos reales para acomodar el sepulcro según último dictamen del Cabildo, reforzado por la intervención personal en favor del cardenal de los Reyes Católicos y el inestimable hacer de los que Isabel la Católica llamaba los tres bellos pecados del cardenal (sus hijos). Su propia muerte, en enero de 1495 en Guadalajara, estuvo rodeada de un halo de santidad por asegurar los presentes haber visto una cruz blanca destellar al tiempo del óbito.
Fue el primer sepulcro castellano renacentista. Consiste en una estructura de arco abierto, central, y dos más pequeños, labrado en dos frentes y en el que se puede ver el enterramiento tanto desde dentro como desde fuera, siguiendo un modelo de arco de triunfo tipo romano que escandalizó en su época a los que asistieron a su construcción, tanto por su espectacular forma como por abandonar el estilo gótico que hasta ese momento se consideraba adecuado. La autoría de la obra no está clara, atribuyéndose al florentino Andrea Sansovino que más tarde trabajó en la corte portuguesa con estilo similar.
El impacto sobre otras obras posteriores fue enorme: los sepulcros de Fadrique de Portugal, Pedro López de Ayala o Fernando de Arce —Comendador de Montijo— entre otros, fueron imitación parcial de este nuevo modelo.

## Capilla Mozárabe

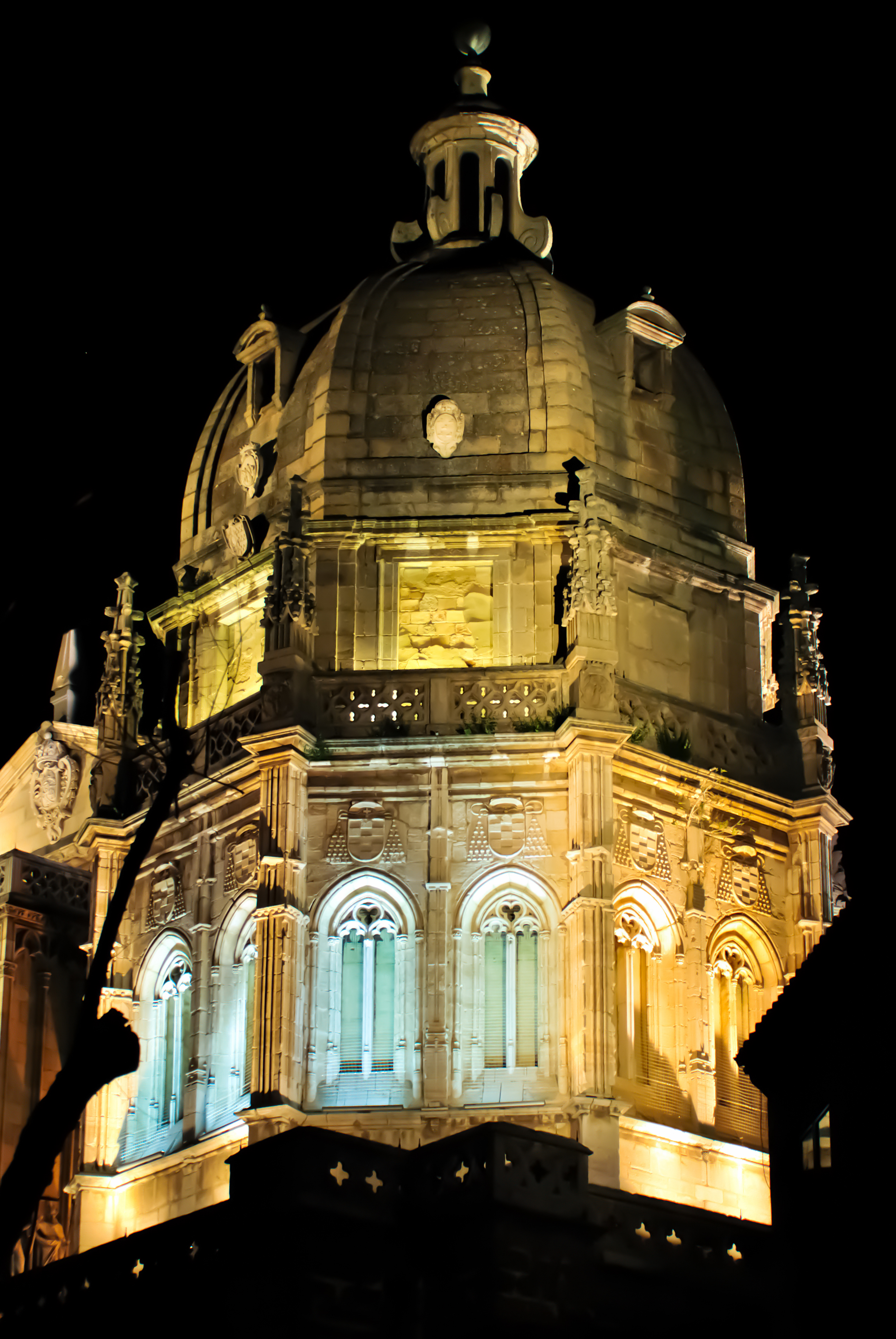
Cúpula de la capilla mozárabe

La Capilla Mozárabe está ubicada en el ángulo suroeste de la fachada sur, alojada en el interior del arranque de una torre que nunca se construyó. El nombre original de la misma, dado por el cardenal Cisneros, fue Capilla del Corpus Christi en el año 1500 y su destino desde los inicios era el mantenimiento del rito hispanomozárabe. Se han dado numerosas explicaciones a la voluntad de Cisneros de que se recuperase una tradición en decadencia ya en aquellos momentos. La más plausible es el deseo del cardenal de conciliar en la catedral distintos sentimientos religiosos que aún se mantenían y por los que él sentía especial aprecio. Había que tener en cuenta que, ya en 1101, Alfonso VI había dado a los mozárabes de Toledo un privilegio en los tributos y en 1371, Enrique II de Castilla lo confirmó. Ello explica el interés de Cisneros en que se recuperasen los códices, breviarios y misales, se restaurasen en la medida que ello fuera posible y se volviesen a publicar en nuevas ediciones. Refuerza la tesis la elevada suma que debió pagar al Cabildo catedralicio para unir la antigua Sala Capitular y otra capilla menor y realizar la obra (3800 florines de oro). Sea como fuere, la capilla celebró misa bajo el rito recuperado desde sus inicios, y el número y frecuencia de los asistentes fue muy amplio. 
Al terminarse, la capilla mozárabe quedó como una planta cuadrada bajo una cúpula octogonal, posiblemente con un artesonado de estilo mudéjar que se perdió en el tiempo (bien por un incendio hacia 1620, bien por alguna de las muchas remodelaciones que sufrió después). La actual cúpula es del siglo XVII, obra del hijo del Greco, Jorge Manuel Theotocópuli que la diseñó con ocho paños más linterna. Cisneros dispuso que Juan de Borgoña, a imitación de las pinturas sobre las conquistas de los Reyes Católicos, recogiera en su interior pinturas que destacasen la conquista de Orán.
La reja gótica que da paso al interior de la capilla es de Juan Francés (1524); tiene entre otros elementos de ornamentación los escudos de Cisneros. El altar está realizado en bronce y mármol de varios colores, obra de Juan Manzano del siglo XVIII. En el centro puede verse una imagen de la Virgen con el Niño, de mosaico del siglo XVIII. Se cuenta que fue traída desde Roma y que el buque naufragó quedando la imagen durante algún tiempo en el fondo del mar. Por encima del retablo hay un crucifijo hecho de una pieza, tallado en raíz de hinojo mexicano, traído por el dominico fray Gabriel de San José en 1590. Otra reja en estilo gótico, obra del toledano Julio Pascual realizada con métodos antiguos separa el coro del resto de la estancia. La bóveda de la capilla es extraordinariamente bella.
La misa en rito hispanomozárabe había tenido su origen en los primeros cristianos de la península y era llamada en sus inicios como rito hispanorromano, también durante la etapa visigoda. La unificación de los distintos ritos por el papa Gregorio VII no evitó que en Toledo se mantuviera un rito propio, (a la postre llamado hispanomozárabe) que tomaba su razón de ser en el viejo hispanorromano. De hecho, la desaparición del rito en su zona más extensa, Andalucía, dejó a Toledo como casi único lugar donde se practicaba el culto, reducido a seis parroquias, aunque de hecho solo cuatro lo mantuvieran. También se mantiene en la capilla de Talavera de la catedral vieja de Salamanca.

## Capilla de los Reyes Nuevos

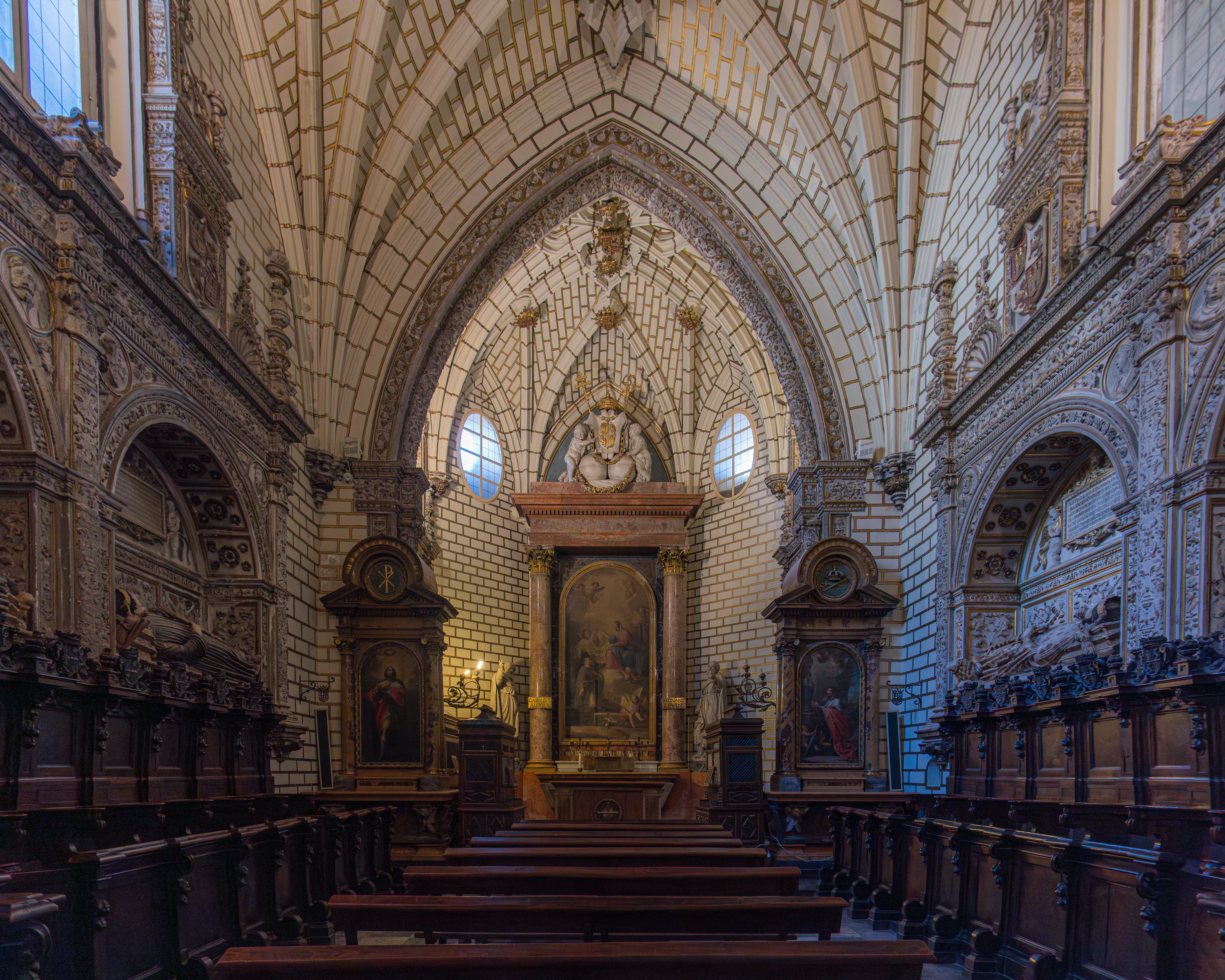
Capilla de los Reyes Nuevos.

(Ver n.º 1 en el plano). La capilla original fue fundada por Enrique II de Castilla en 1374 tomando el nombre de Capilla Real. Se encontraba situada a los pies de la nave norte, apropiándose el último tramo, por lo que cortaba e impedía el paso por el final de esta nave. El Cabildo quiso cambiar en 1534 el lugar de esta capilla para despejar la nave y el arzobispo Alonso de Fonseca y Ulloa pidió al emperador el permiso correspondiente para trasladar los restos allí enterrados. Pero lo difícil era buscar un sitio idóneo, lo cual por fin se solucionó gracias al ingenio y habilidad de su arquitecto.
La actual capilla está situada entre el lado norte de la de Santiago y la de Santa Leocadia, en la cabecera. Tiene un acceso raro y difícil solucionado por el arquitecto Alonso de Covarrubias. Se llama así en referencia al nuevo linaje de la casa de Trastámara. Es una capilla sin culto; anteriormente el culto era mantenido por el capítulo llamado Capellanes de Reyes.

### Distribución del espacio
Más que una capilla puede considerarse como una pequeña iglesia, de una nave con dos tramos y un ábside poligonal, más una sacristía y un vestíbulo de entrada, solución original de Covarrubias. Se construyó entre 1531 y 1534. Es la primera gran obra de Covarrubias en Toledo.
Los dos tramos de la nave tienen bóveda de crucería gótica, pero toda la ornamentación y labra de los sepulcros son renacentistas. Están separados por la reja de Domingo de Céspedes. El primer tramo forma el cuerpo de la pequeña iglesia con algunos altares y en el segundo tramo es donde se encuentran los enterramientos reales trasladados y metidos en arcosolios renacentistas, obra de Covarrubias.
Tras el arco que da acceso al presbiterio se encuentran dos altares pequeños, obra neoclásica diseñada por Ventura Rodríguez. El altar mayor es de Mateo Medina; tiene una pintura de Maella con el tema de la Descensión (es el tema que representa a la Virgen que desciende para agradecer a San Ildefonso su devoción), enmarcada por dos columnas corintias.
Como recuerdo histórico se conserva en esta capilla colocado en un maniquí, el arnés del alférez Duarte de Almeida que luchó en la batalla de Toro (donde perdió los dos brazos siendo hecho prisionero por las tropas de los Reyes Católicos en 1476).

### Enterramientos
Se encuentran en esta capilla los enterramientos de gran parte de la dinastía Trastámara, con las excepciones de Isabel la Católica (enterrada en Granada), Juan II de Castilla (enterrado en la Cartuja de Miraflores de Burgos) y Enrique IV de Castilla (enterrado en el monasterio de Guadalupe de Cáceres).
A la derecha están los sarcófagos de Enrique II de Castilla y su esposa Juana Manuel de Villena. Cerca está la estatua orante de Juan II, obra de Juan de Borgoña (sin enterramiento). A la izquierda están los de Enrique III el Doliente y Catalina de Lancáster. En el presbiterio, a la izquierda y junto al retablo se encuentra el sarcófago de Juan I de Castilla y a la derecha el de su esposa Leonor de Aragón y de Sicilia.

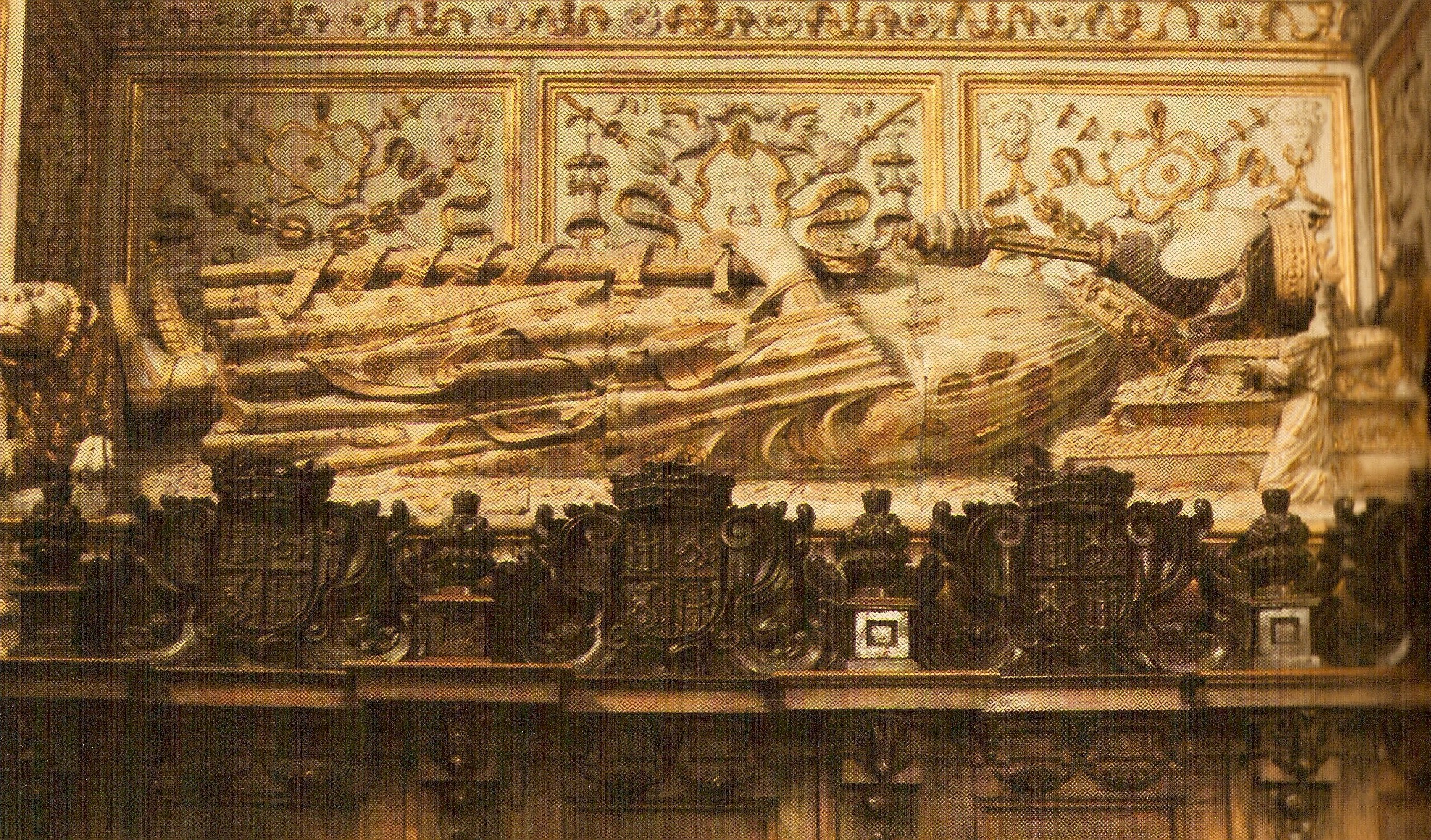
Enrique II de Castilla
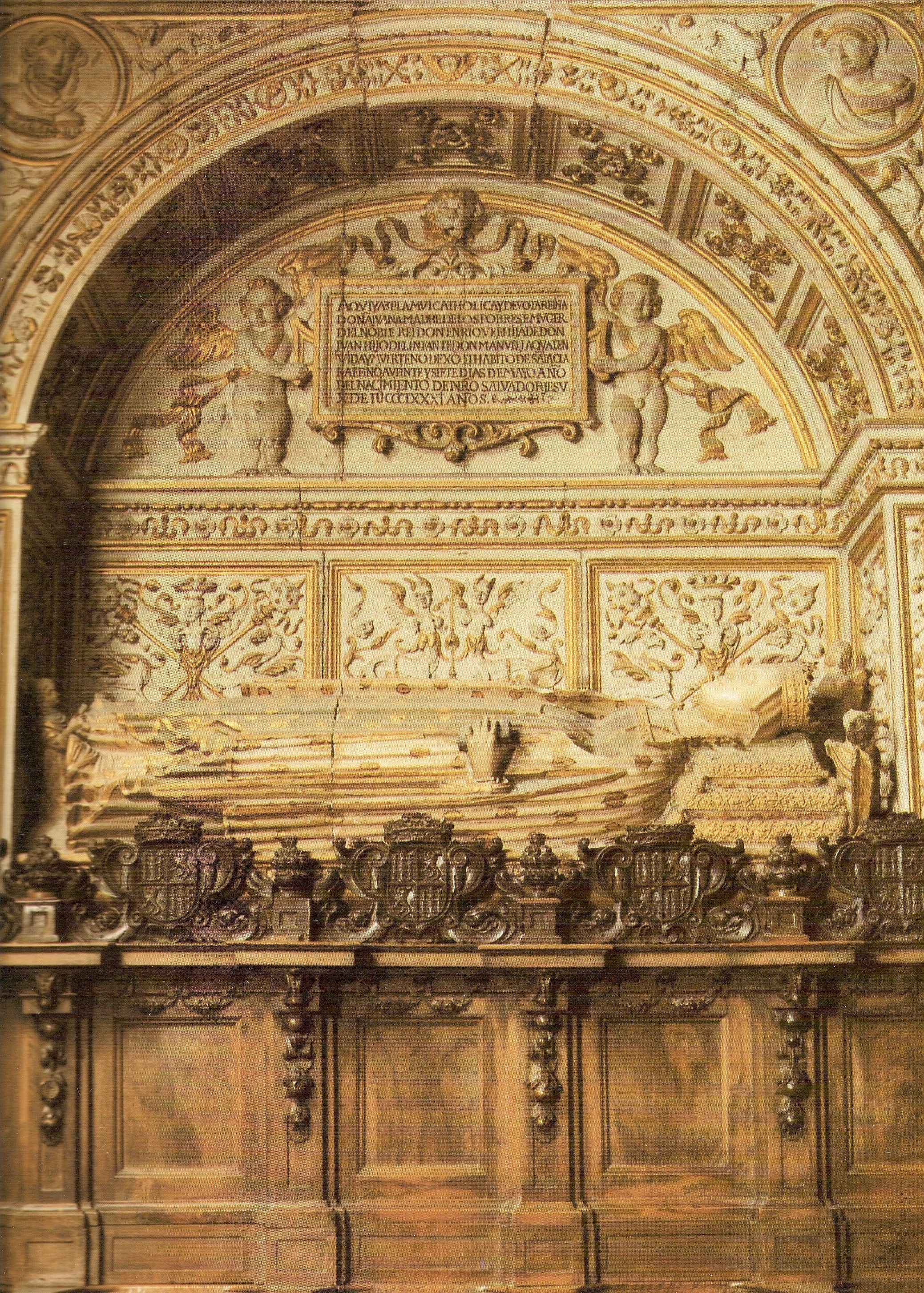
Juana Manuel, esposa de Enrique II
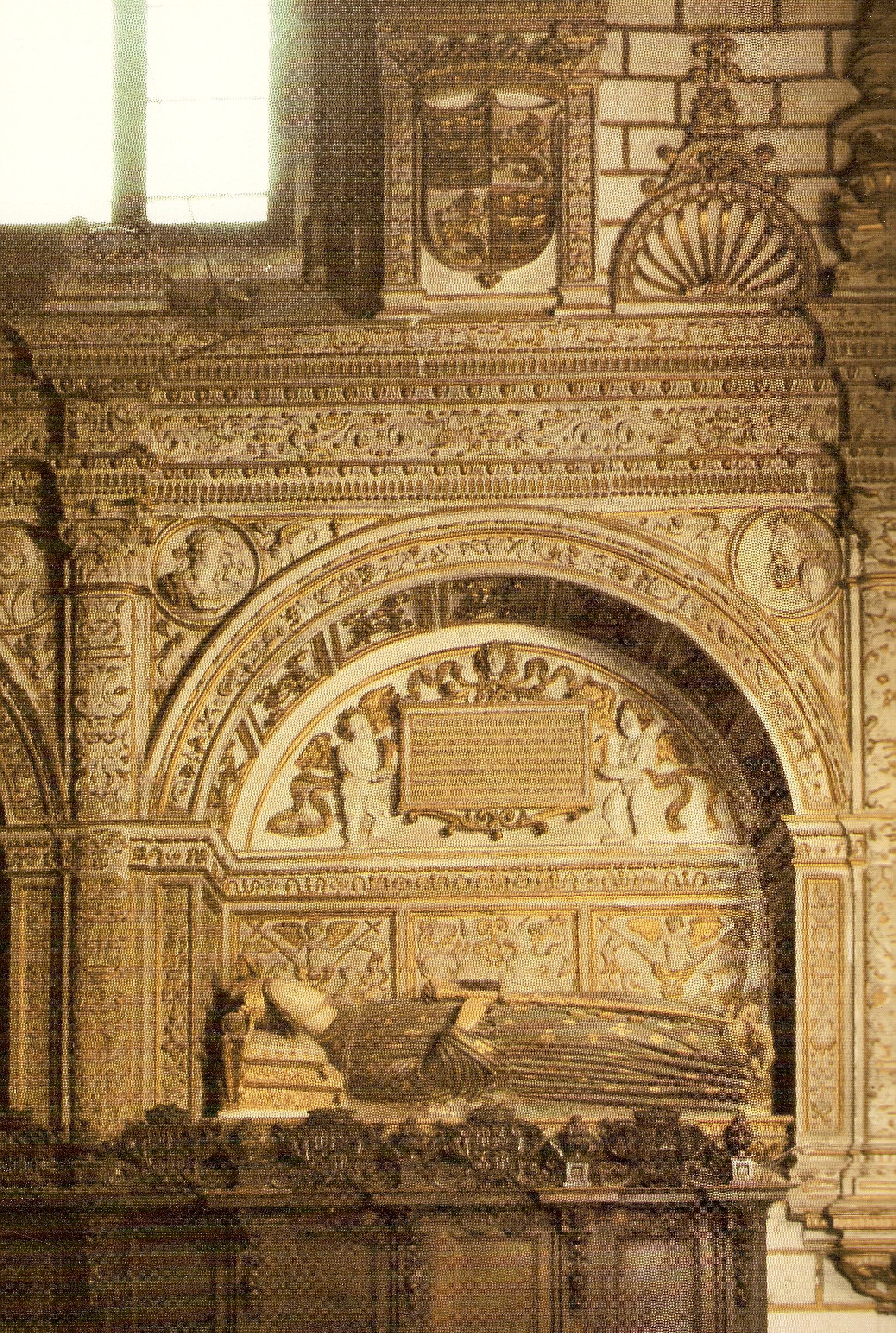
Enrique III el Doliente
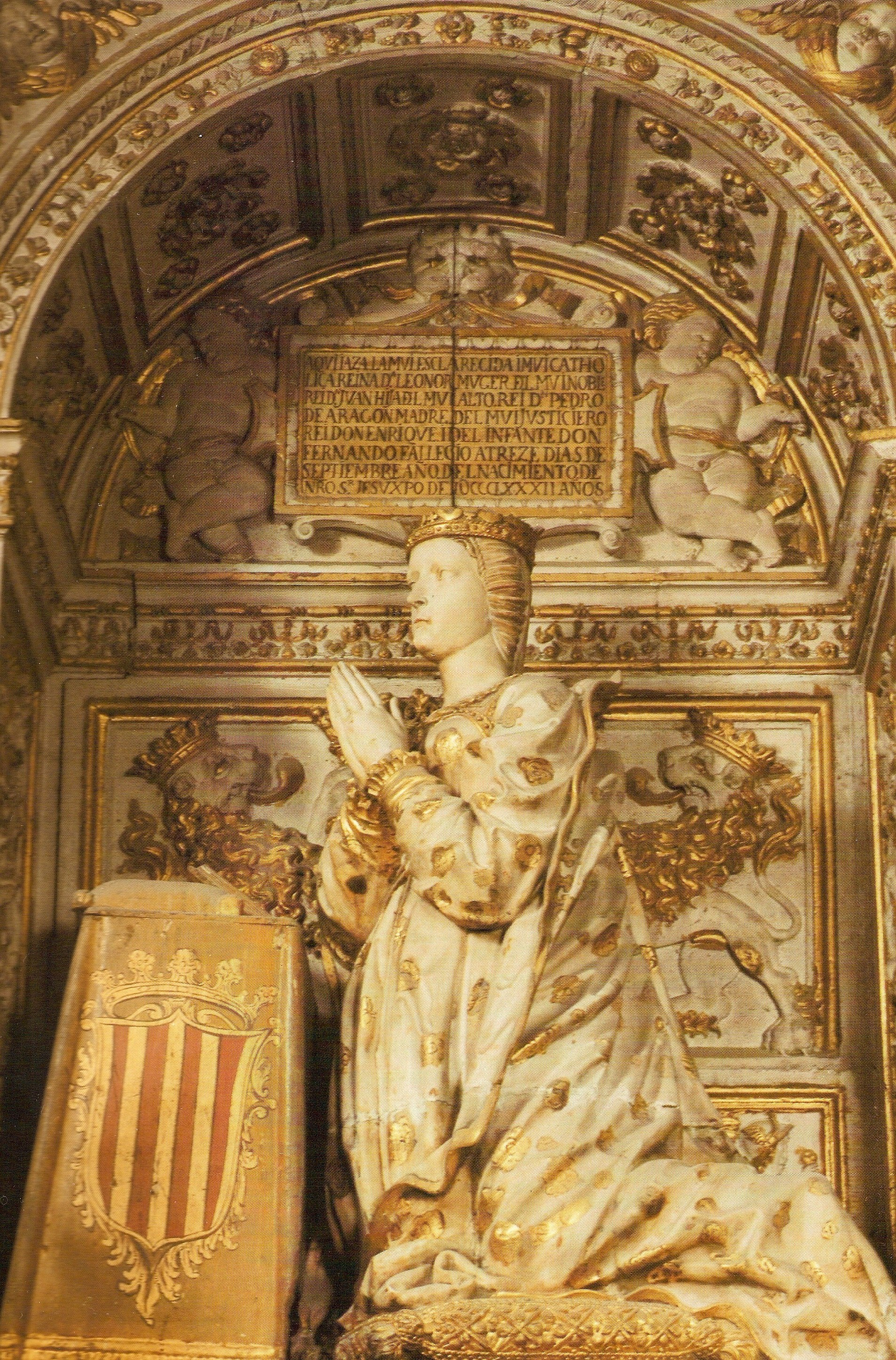
Leonor de Aragón, esposa de Juan I de Castilla
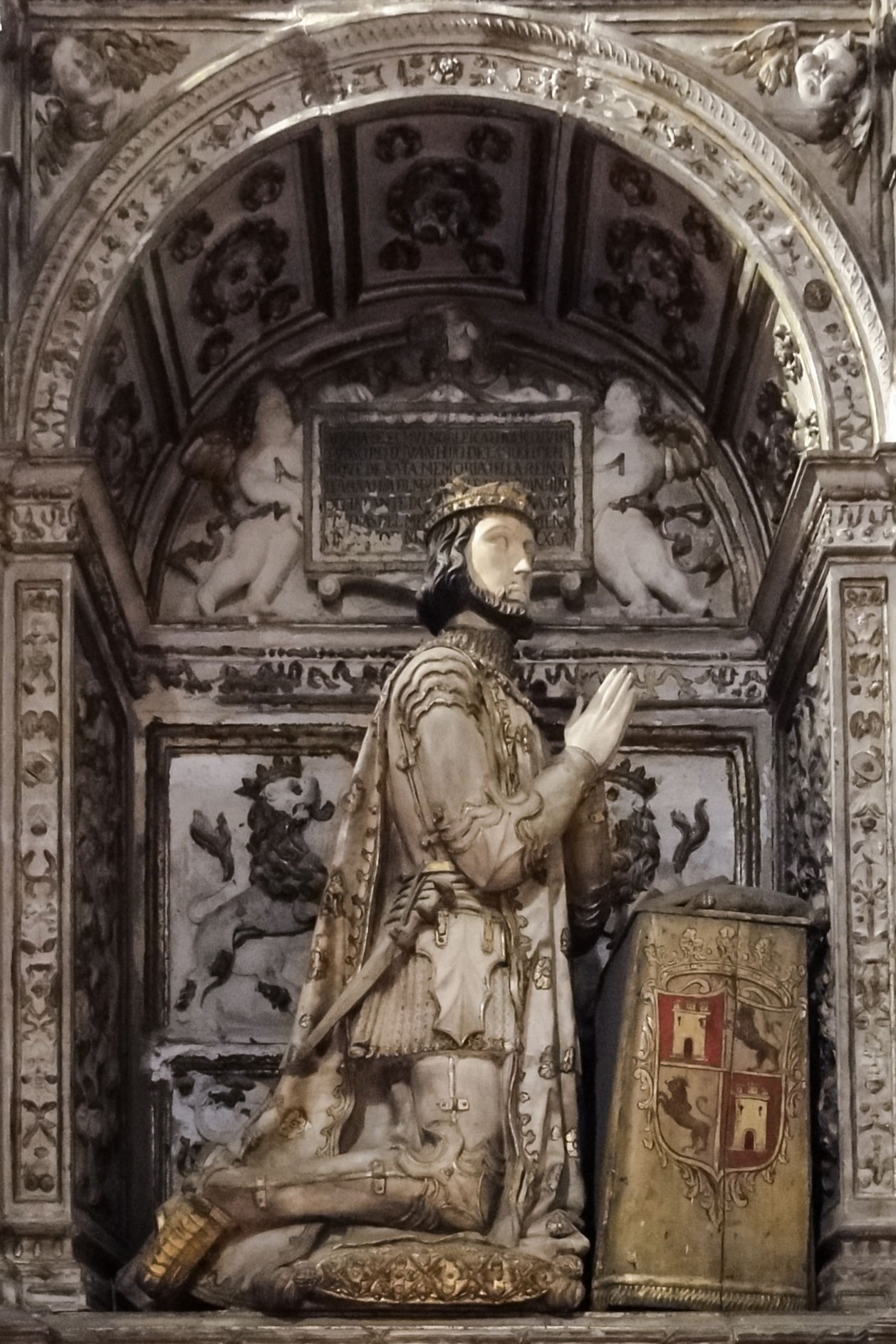
Juan I de Castilla

## Capillas del muro sur
Se hace la relación empezando por los pies de la nave lateral sur. La primera de todas sería la capilla Mozárabe que tiene su espacio de descripción en otra sección. A continuación de esta capilla y siempre en el mismo muro sur se encuentran dos sepulcros, obra de Alonso de Covarrubias. Pertenecen a Tello de Buendía, obispo de Córdoba y arcediano de Toledo (a la derecha) y a Francisco Fernández de Cuenca, arcediano de Calatrava (a la izquierda).
La capilla de la Epifanía se encuentra a continuación de la capilla Mozárabe. La pintura del retablo, atribuida a Juan de Borgoña, sobre el tema de la Adoración de los Reyes Magos da el nombre a esta capilla. Fue fundada por Pedro Fernández de Burgos y su esposa María Fernández que están enterrados en el muro del lado de la Epístola. Más tarde fue restaurada por Luis Daza (muerto en 1504) que fue capellán mayor de Enrique IV y está enterrado junto al muro del Evangelio. La cierra una buena reja del estilo empleado por el rejero Juan Francés. Puede verse como figura del donante el retrato del capellán, en la predela del retablo. En un lateral de esta capilla se encuentra su sepulcro, en arcosolio gótico.
A la capilla de la Concepción se accede por una reja de bastante valor artístico, que lleva incorporado el escudo de la familia Salcedo, pues la capilla fue fundada en 1502 por Juan de Salcedo, protonotario apostólico y canónigo toledano, cuya tumba se halla en el muro del Evangelio. En su retablo gótico se ven pinturas de Francisco de Amberes y en el lateral izquierdo el sepulcro del fundador.
La capilla de San Martín también se cierra con una gran reja, firmada por Juan Francés con la siguiente leyenda: «Juan Francés, maestro mayor de las rejas». Tiene un buen retablo donde se cree que trabajaron los maestros Juan de Borgoña y Francisco de Amberes. Está dividido en tres calles y cinco tramos. La tabla central representa al titular Martín de Tours, obispo de Tours y se cree que trabajó en ella Andrés Florentino. En los laterales se encuentran los sepulcros con bultos yacentes bajo arcosolios de los canónigos Tomás González de Villanueva y Juan López de León.
La capilla de San Eugenio anteriormente se llamó capilla o parroquia de San Pedro. Se cambió el nombre en tiempos del arzobispo Sancho de Rojas. Tiene la particularidad de conservar la arquitectura originaria del siglo XIII. Se cierra con una reja muy parecida a las otras firmadas por Juan Francés. En el retablo está la imagen del santo titular, arzobispo de Toledo, obra de Copín de Holanda. Esta capilla guarda una pieza singular por su fecha y por su arte: Es el sepulcro del caballero Fernando Díaz Gudiel, alcalde mayor de Toledo y señor de la Torre de Esteban Hambrán, muerto en 1278. Se trata de una obra mudéjar, sin arquitectura ni escultura, simplemente con decoración de yesería mudéjar en que predominan las alharacas (o temas geométricos). El arcosolio está delimitado por dos columnas dobles que sobresalen del friso superior o cornisa adornada con mocárabes. Limitando esta cornisa hay una inscripción en lengua y caracteres árabes que dice de manera repetitiva: «A la madre de Dios. A la Virgen María». El otro enterramiento es del canónigo y obispo Fernando del Castillo, muerto en 1521, obra singular de Alonso de Covarrubias. En el espacio comprendido entre esta capilla y la puerta de los Leones se encuentra la monumental pintura de San Cristobalón realizada en 1638 por el pintor Gabriel de Rueda.

## Capillas de la Girola
Las capillas originales eran pequeñas y estaban dispuestas alternando el tamaño, según era marcado por las bóvedas. Con el tiempo se hicieron reformas que cambiaron por completo la colocación y medida de algunas de ellas. Se hace la descripción empezando por el lado de la Epístola (a la derecha).

### Capilla de Santa Lucía
También llamada de san José, es una de las más antiguas de la catedral. Fue fundada por Jiménez de Rada. Se conserva su arquitectura primitiva del siglo XIII. Se guardan algunos cuadros y epitafios.

### Capilla de los Reyes Viejos
Se llamaba este espacio capilla del Espíritu Santo y fue fundada por el arzobispo Gonzalo Díaz Palomeque. La anterior capilla con la denominación de Reyes Viejos fue fundada por Sancho IV y se encontraba en la parte alta del presbiterio de la capilla mayor, donde continúan respetados los sepulcros de los reyes. El cardenal Cisneros la desmontó y la mandó llevar al lugar que ocupa ahora. Se cierra con una buena reja de Domingo de Céspedes mientras que la del coro es de Julio Pascual.
La capilla consta de tres retablos platerescos de Francisco Comontes; el del medio tiene once tablas hispanoflamencas y una reliquia de la Santa Faz, regalo del papa Inocencio X, que el rey Felipe IV mandó colocar aquí.

### Capilla de Santa Ana
Fundada en su origen por Jiménez de Rada restaurada por Juan de Mariana que tiene aquí su enterramiento. Con buena verja plateresca. Es de las más pequeñas.

### Capilla de San Juan Bautista
Cerrada por una reja gótica. Su fundador fue el arcediano de Niebla y canónigo de Toledo Fernando Díaz de Toledo cuyo sepulcro sufrió destrozos en 1790, salvándose solamente la figura del yacente que se colocó en un lateral de la capilla. En el recinto se conserva un relicario con un valioso cristo de marfil. La capilla tiene sacristía, cuyo espacio correspondía a lo que fue capilla de San Brito o San Bricio.

### Capilla de San Gil
Considerada como una pequeña joya. Es muy pequeña. Fue restaurada en el siglo XVI por Miguel Díaz, canónigo y notario apostólico, un hombre de gustos refinados en cuanto a arte se refiere y que mandó pintar todo el interior con decoración al estilo pompeyano, la moda que por entonces se estilaba en el Monasterio de El Escorial; está enterrado en esta capilla. La reja es también un ejemplar de buen gusto. Tiene en su interior un pequeño retablo de distintos mármoles cuyas figuras se atribuyen a Berruguete.

### Espacios de la Sala Capitular
A continuación vienen tres espacios pertenecientes a la Sala Capitular (ver n.º 3 del plano). El primero (una antigua y pequeña capilla) es una especie de vestíbulo por el que se accede al segundo que es la Antesala Capitular, con un artesonado mudéjar de lacería realizado por Francisco de Lara que lleva como remate un friso plateresco. La puerta de acceso a la Sala Capitular es también mezcla de mudéjar y plateresco, obra de Bernardino Bonifacio de Tovar, realizada en 1510. Este vestíbulo está amueblado con buenos roperos realizados el de la izquierda por Gregorio Pardo (siglo XVI) y el de la derecha por Gregorio López (siglo XVIII).

#### Sala Capitular

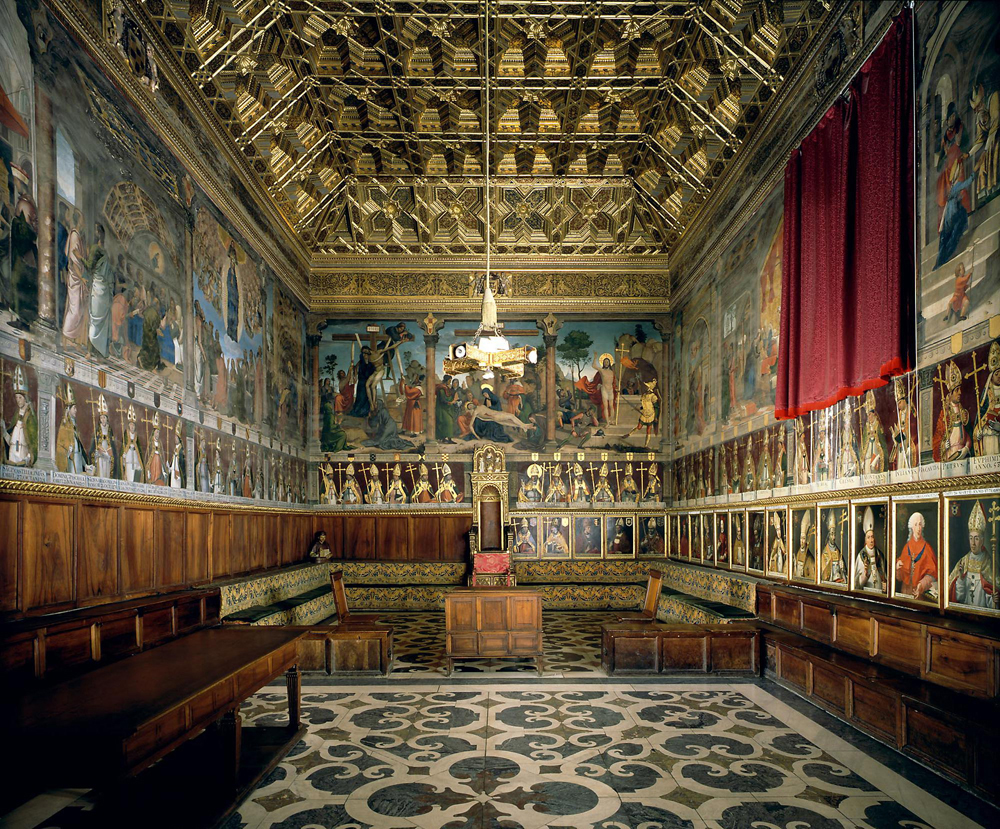
En la sala capitular de la Catedral de Toledo se exhibe una serie muy completa de retratos de los arzobispos de Toledo, señores de Alcalá. Los primeros, pintados por Juan de Borgoña desde 1508, son puramente teóricos, excepto aquellos que pudo llegar a conocer (desde el propio Cisneros, que fue quien los encargó).

Desde la pieza que hace las veces de antesala se accede a través de una puerta con decoración mudéjar en el llamado estilo Cisneros. La sala capitular fue mandada construir adherida al ábside por su lado sur, por el cardenal Cisneros, sobre el año 1504. Las trazas le fueron encomendadas al arquitecto Enrique Egas.
Es una habitación rectangular con muros planos, cuya techumbre se cubre con un artesonado mudéjar-plateresco, obra de Diego López y Francisco de Lara que realizaron entre 1508 y 1510. El friso que está debajo del artesonado y recorre las cuatro paredes (llamado también alicer) lleva ornamentación plateresca muy rica. Toda la sala está recorrida por un banco de madera que hace la función de sitiales para los prelados, salvo la silla arzobispal que se encuentra al fondo en el centro del muro; fue labrada por Copín de Holanda y terminada en 1514. Sobre los sitiales, en dos filas y a lo largo de los muros se hallan todos los retratos de los arzobispos desde San Eugenio hasta el último. El autor de los retratos desde San Eugenio hasta Cisneros fue Juan de Borgoña. De Francisco Comontes los de Tavera y Silíceo; el de Bartolomé de Carranza de Luis de Carvajal. El de Quiroga, de Luis de Velasco. El de Sandoval y Rojas es obra de Tristán; el de Moscoso, de Rizi; el de Iguanzo, de Vicente López. 

Entre la galería de retratos y el friso del artesonado los muros se muestran con pinturas al fresco. Constituyen uno de los grandes conjuntos de la pintura mural española. Las columnas pintadas dividen los paneles donde se representan escenas de la vida de la Virgen y de la Pasión de Cristo. Es obra excepcional de Juan de Borgoña.

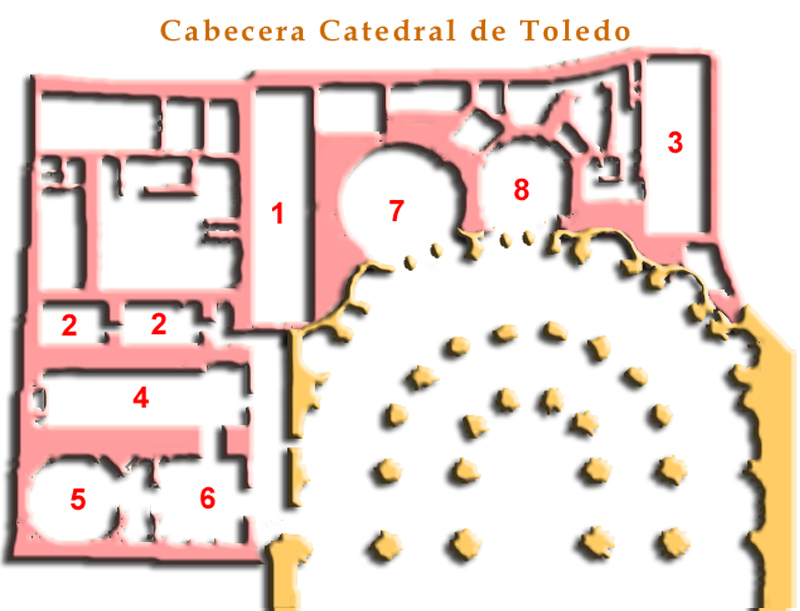
Sección del plano de la catedral; girola

A continuación de la Sala Capitular y antes de llegar a la gran capilla de San Ildefonso hay dos pequeñas capillas: San Nicolás, fundada por el arzobispo Gudiel en el siglo XIII y la de la Trinidad, restaurada por el canónigo Rafael Gutiérrez Díaz en el siglo XIV.

### Capilla de San Ildefonso
(Ver n.º 8 en el plano). Se encuentra situada en el eje de la girola y es frontera al Transparente. Está consagrada bajo la advocación de san Ildefonso. Su construcción data de finales del siglo XIV, por expreso deseo del cardenal Gil Carrillo de Albornoz (como capilla funeraria para él y su familia) que no la vio terminada. El cardenal Albornoz murió en Viterbo (Italia) en 1364 (o 67) y su cadáver fue trasladado a Toledo tres años después, fecha en que se hizo su sepulcro que se muestra exento en el centro de esta capilla.

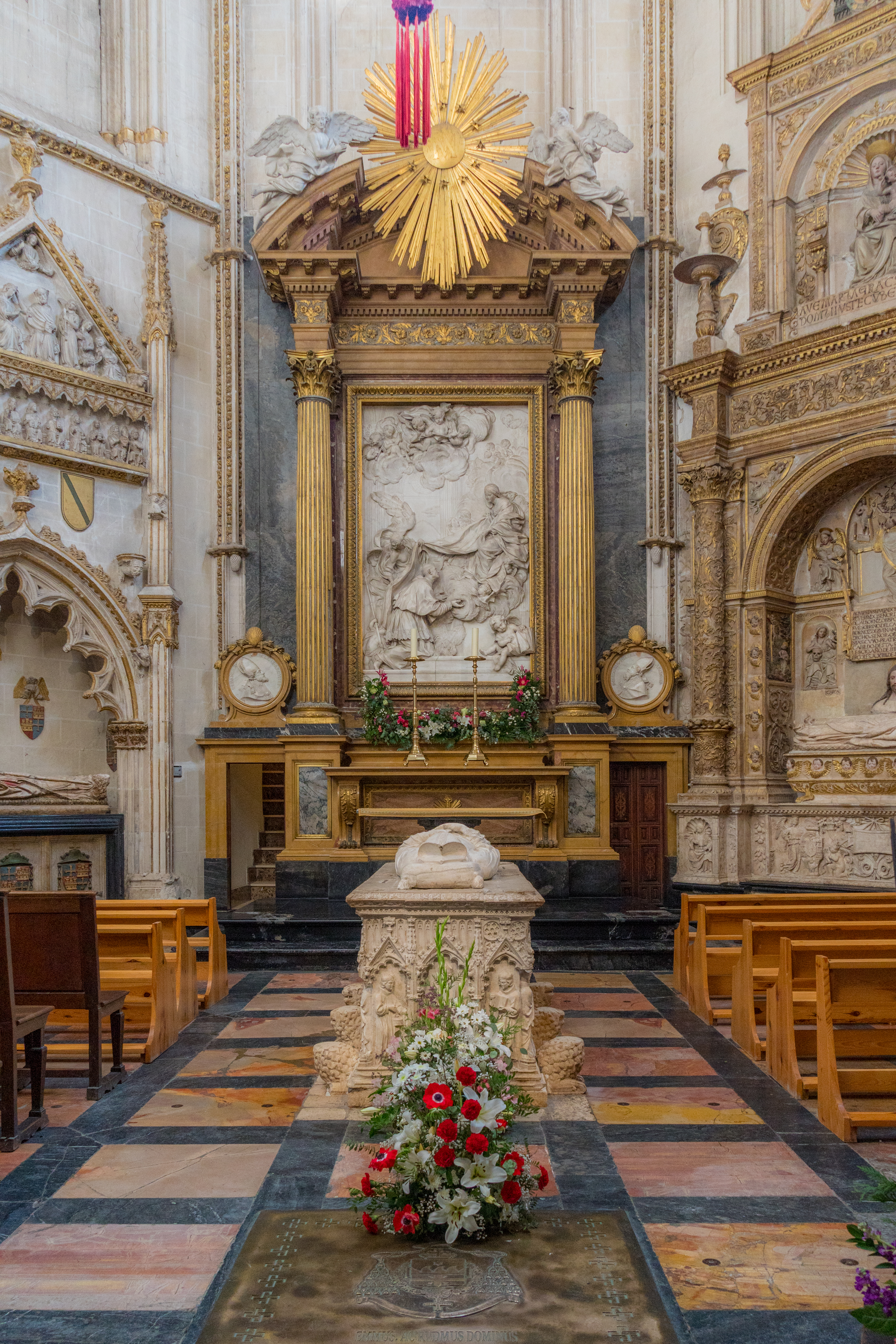
Capilla de San Ildefonso con el sepulcro del cardenal Gil Carrillo de Albornoz en el centro.

La capilla ocupó el espacio de tres capillas antiguas, una central de tamaño grande y dos colaterales de las pequeñas. Es de planta octogonal, siendo de las primeras en que se impone el modelo de ochavo para capillas funerarias. El historiador de arte y arquitecto español Fernando Chueca Goitia opina que la antigua capilla central estuvo desde antiguo dedicada a san Ildefonso, al estar en el mismo centro de la girola.
Sobre la clave del arco central de la entrada se encuentra una pintura con el retrato de Esteban Illán, personaje histórico que según la leyenda proclamó a Alfonso VIII como rey de Castilla y lo hizo desde lo alto de la torre de la iglesia de San Román. La capilla cuenta con tres estilos de distintas épocas: gótico en los arcos, bóvedas y algún sepulcro; plateresco en el sepulcro del obispo de Ávila; neoclásico en el retablo central. Este retablo se llevó a cabo en el siglo XVIII, en tiempos del cardenal Lorenzana, y está realizado en mármol, jaspe y bronce. Fue diseñado por Ventura Rodríguez; el gran relieve del centro con el tema de la imposición de la casulla a San Ildefonso, realizado en mármol, es obra de Manuel Francisco Álvarez. 

#### Los sepulcros de la capilla de San Ildefonso
El sepulcro del cardenal Gil Carrillo de Albornoz se encuentra exento en el centro de la capilla, con decoración gótica de arquillos y figuras de plorantes en los cuatro frontales. A la derecha del retablo se encuentra el sepulcro del obispo de Ávila Alonso Carrillo de Albornoz fallecido en 1514. Es obra de Vasco de la Zarza, escultor renacentista castellano. Se considera la mejor obra de la capilla. Los restantes sepulcros son también enterramientos de la familia Albornoz.

### Capilla de Santiago

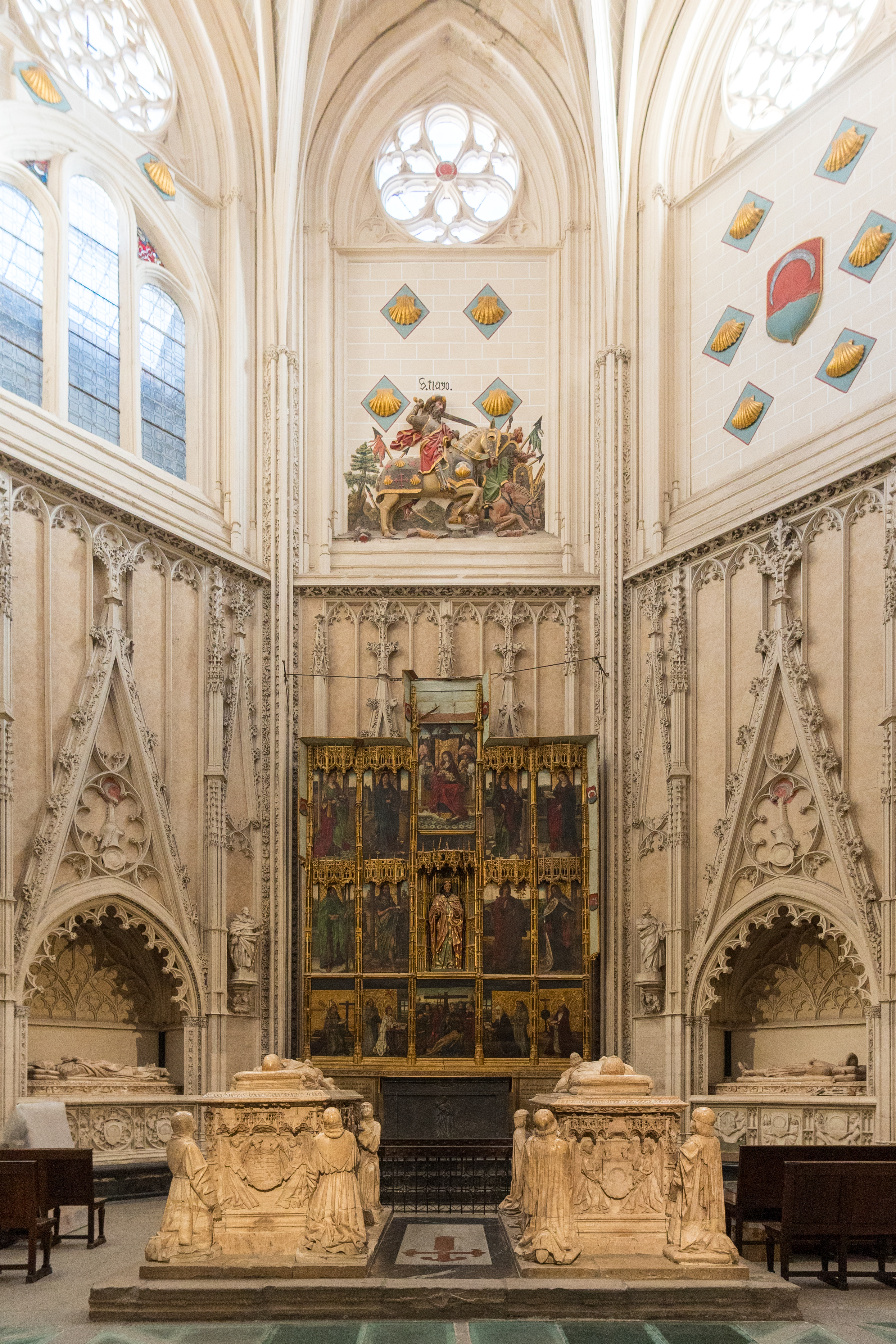
Capilla de Santiago.

(Ver n.º 7 en el plano). Llamada también capilla de Álvaro de Luna por ser este personaje histórico quien la mandó construir y quien la fundó como lugar de enterramiento para él y su familia. Es la más destacada fundación privada de cuantas se levantaron en la catedral de Toledo y es generalmente considerada una obra maestra del arte gótico.
La capilla de Santiago es de las más grandes de la girola, pues ocupa el espacio de tres de las antiguas (una grande y dos pequeñas). Es de planta ochavada y estilo gótico flamígero muy depurado y selecto, de los mejores ejemplos que se dan en España. Este estilo se ve reflejado en los arcos de entrada con sus tracerías caladas y en la claraboya de los arcos ciegos del interior, más los gabletes, cairelados (festón calado y colgante) y nervios que desde el suelo cruzan la bóveda formando una estrella. La capilla está adornada por un retablo pictórico donde figuran el condestable y su mujer, Juana Pimentel. 
Sin embargo en el exterior los rasgos son austeros. Frente a la piedra blanca del interior, aquí se utiliza el granito, y la cúpula se remata como un castillo almenado y con garitones.

#### Historia de la capilla de Santiago

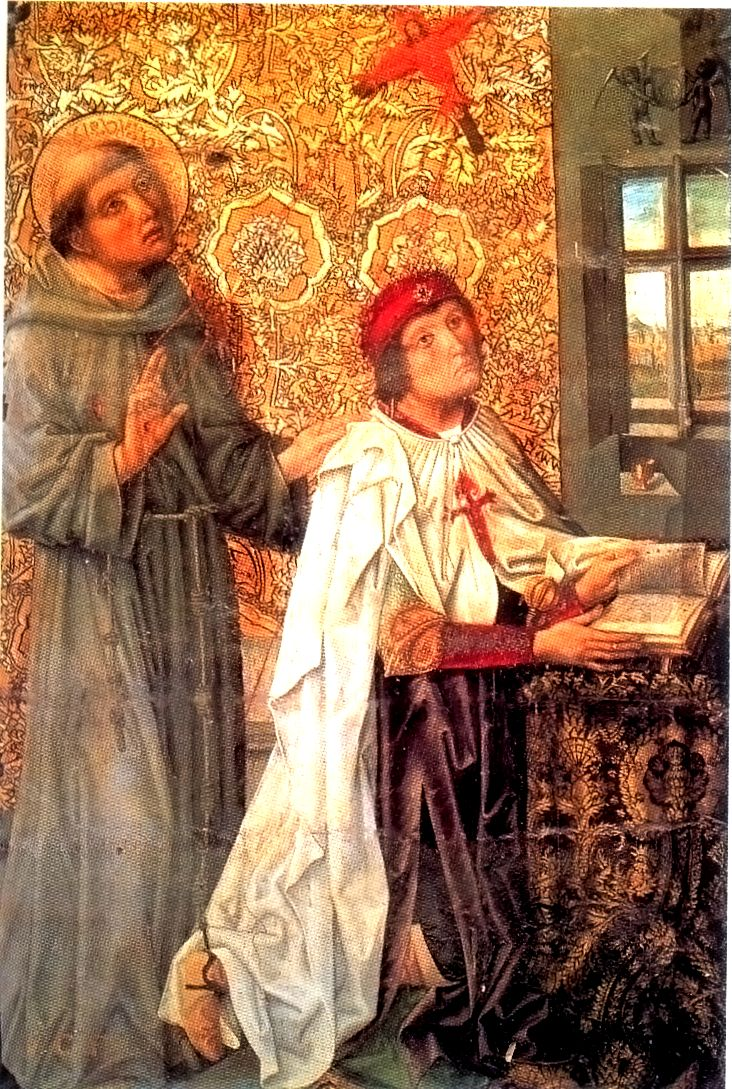
Don Álvaro de Luna, pintura del banco del retablo de su capilla de Santiago, obra del Maestro de los Luna, con la capa de la Orden y cruz de Santiago al pecho. Don Álvaro fue Maestre de la Orden desde 1445 hasta 1453, cuando murió ejecutado

En 1435 el condestable Álvaro de Luna estaba en pleno apogeo de poder político. Quiso tener en la catedral primada su propia capilla funeraria para su enterramiento y el de su familia y a tal efecto compró la anterior capilla de Santo Tomás Canturiense (o de Canterbury) que había sido mandada edificar en el siglo XII por la reina Leonor Plantagenet, siendo esta la primera dedicada a este santo fuera de Inglaterra. Se sabe que Álvaro de Luna mandó realizar su sepulcro en vida para lo cual fue elaborado un bulto redondo de su persona que consistió en un artilugio algo extraño pues el bronce se levantaba y se ponía de rodillas mediante un mecanismo especial en el momento en que empezaba la misa. Cuando murió, la capilla estaba todavía en obras así que su terminación corrió a cargo de su esposa Juana de Pimentel y más tarde de su hija María de Luna que fue quien mandó esculpir los sarcófagos de sus padres en 1498, probable fecha de la terminación de la capilla. La construcción la llevó a cabo el equipo de Hanequin de Bruselas.

#### Retablo de la capilla de Santiago
Madera policromada. Es gótico, obra de Pedro de Gumiel con catorce tablas pintadas por Sancho de Zamora y Juan Rodríguez de Segovia, a quien se suele identificar como el maestro de los Luna. El retablo fue contratado por María de Luna, hija del condestable Álvaro de Luna, el 21 de diciembre de 1488 en el castillo de Manzanares el Real, con Sancho de Zamora, quien actuó en su nombre y en representación de Juan Rodríguez de Segovia, vecino de Guadalajara, y de Pedro de Gumiel, vecino de Alcalá de Henares. En el centro se encuentra la estatua de Santiago y en la predela está pintada la escena del Llanto ante Cristo muerto y a sus lados los retratos del Condestable y su esposa como donantes acompañados por San Francisco y San Antonio.

#### Enterramientos de la capilla de Santiago
Los dos sepulcros exentos que están en el centro de la capilla corresponden al Condestable Álvaro de Luna y a su esposa Juana de Pimentel. Los bultos yacentes son esculturas hispanoflamencas de Pablo Ortiz y Sebastián de Almonacid. Las tumbas de los esposos son extraordinarias, y al principio lo eran aún más: en la primera versión, el yacente del condestable era un autómata de bronce que, en ciertos momentos de la liturgia, disponía de un mecanismo que le permitía incorporarse en su lecho para mirar hacia el altar. 
Las figuras orantes de las esquinas son de mucha calidad; en la del Condestable son caballeros de Santiago y en la de su esposa son frailes franciscanos.
En los arcosolios de las paredes están los enterramientos de Juan de Luna (hijo del Condestable), Álvaro de Luna (padre del Condestable), el arzobispo Juan de Cerezuela (hermano del Condestable) y arzobispo Pedro de Luna (tío del Condestable). En época presente este mausoleo pertenece a los duques del Infantado que tienen debajo de la capilla su propia cripta funeraria.

### Capilla de Santa Leocadia
Muestra una celosía de piedra flamígera. Sirve como capilla funeraria para el canónigo Juan Ruiz Ribera que mandó restaurarla en 1536. Sus restos están en una urna cineraria ubicada dentro de una hornacina. En la pared frontera está enterrado su tío Juan Ruiz el Viejo. En el retablo está la imagen titular de Santa Leocadia, lienzo del siglo XVIII pintado por Ramón Seyro (discípulo de Mariano Salvador Maella), enmarcado en mármoles blancos y negros.

### Capilla del Cristo de la Columna
Es un espacio muy reducido. Lo más significativo es el retablo atribuido a Copín de Holanda, donde se muestran buenas tallas de Cristo atado a la columna entre San Pedro y San Juan, en actitud de orar.

## Capillas del muro norte

### Capilla de San Pedro
Está situada entre la puerta del Reloj y la de Santa Catalina (que conduce al claustro). Su fundador fue Sancho de Rojas que tiene en este lugar su enterramiento (encargado al arquitecto Alvar Martínez). Más que una capilla es una pequeña iglesia que hace las veces de parroquia, cuyo recinto se alarga hacia el norte, adosado al muro este del claustro. Se accede por una reja limitada por una portada gótica con arquivoltas decoradas con temas vegetales y heráldicos en que se repite el escudo de los Rojas que lleva 5 estrellas; esta entrada está sobre una pared con pinturas al fresco atribuidas a Pedro Berruguete o a Íñigo Comontes. Sobre el vértice de la última arquivolta está el busto del arzobispo fundador y a derecha e izquierda, los bultos pequeñitos de las 14 dignidades mitradas del cabildo. En el centro y sobre la estatuilla del arzobispo hay otra imagen gótica de mayor tamaño, de San Pedro en Cátedra, bajo doselete gótico.

### Capilla de la Piedad
Fundada por el canónigo tesorero Alfonso Martínez para su enterramiento. El altar está dedicado a Santa Teresa cuya imagen se atribuye a Pedro de Mena o a su taller.

### Capilla de la pila bautismal
Lo más notable es la reja de acceso, de Domingo de Céspedes. La pila de bautismo es una buena pieza hecha en bronce, muy decorada con elementos gótico-renacentistas.

### Capilla de Nuestra Señora de la Antigua
Tiene una buena reja de acceso. Está consagrada a la Virgen de la Antigua cuya imagen se ha venido venerando desde siempre con la creencia de que era anterior a la llegada de los árabes. Delante de la imagen se bendecían las banderas y estandartes de los ejércitos que iban a entrar en combate.

### Capilla de Doña Teresa de Haro
También conocida como del Cristo de las Cucharas en referencia a los cucharones del blasón de la familia López de Padilla. Fundada por Teresa de Haro, mujer del mariscal Diego López de Padilla.

## Capillas de los espacios herrerianos
Los espacios herrerianos son el conjunto arquitectónico comprendido por la Sacristía (más vestuario y otras dependencias), patio y casa del Tesorero, capilla del Sagrario y capilla del Ochavo o Relicario, situado en el lado norte de la catedral.

### Capilla de la Virgen del Sagrario
(Ver n.º 6 del plano). Junto con la capilla siguiente llamada del Ochavo (situada hacia el fondo), constituyen el mejor ejemplo de edificaciones herrerianas de esta catedral. La grandeza de su nueva estructura y ornamentación de severo estilo herreriano del siglo XVI(finales) se debe al cardenal Bernardo de Sandoval y Rojas
Las obras fueron iniciadas por Nicolás de Vergara el Mozo y se terminaron hacia 1616. Participaron Juan Bautista Monegro y Jorge Manuel Theotocópuli (hijo del pintor, que fue arquitecto de muchas obras en Toledo).
La capilla está bajo la advocación de la Virgen del Sagrario, una talla románica que fue recubierta de plata en el siglo XIII y vestida después con un manto cuajado de perlas. Esta imagen era conocida desde siempre con el nombre de Santa María. Tenía en su haber una tradicional leyenda en la que se cuenta que perteneció a los Apóstoles y que fue traída a Toledo por San Eugenio. También entra dentro de la leyenda el hecho de que fuera escondida en época de los musulmanes y restituida después por el rey Alfonso VI. La imagen se asienta sobre un trono del siglo XVIII, obra del orfebre italiano Virgilio Fanelli, realizada en plata sobredorada.
Los muros están revestidos de mármoles y su gran cúpula se apoya sobre pechinas. En el muro norte está el altar con la imagen de la Virgen y en uno de los laterales, el sepulcro del cardenal Sandoval y Rojas.
Esta capilla ha servido de enterramiento a un número considerable de arzobispos de Toledo entre los que se encuentran Isidro Gomá (1940), Plá y Deniel (1968), Alameda (1872), Monescillo (1897) y Portocarrero, cuyo epitafio se hizo famoso: Hic iacet pulvis, cinis et nihil (Aquí yace polvo, ceniza y nada).

### Capilla del Ochavo

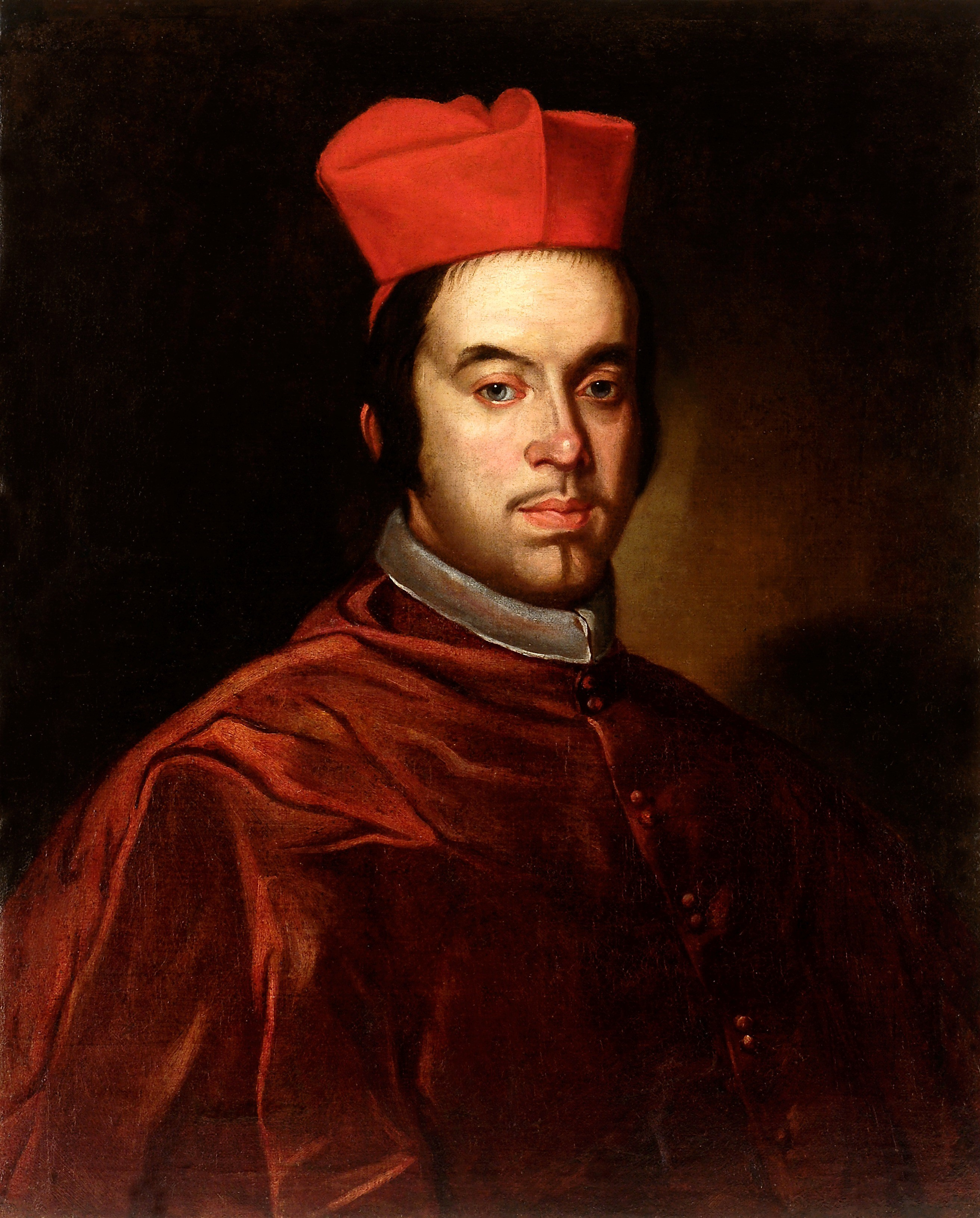
Retrato del cardenal Portocarrero por Giovanni Battista Gaulli (c.1675), promotor de los frescos de Rizi y Carreño en la Capilla del Ochavo

(Ver n.º 5 del plano). Desde la capilla del Sagrario se accede a esta otra por dos puertas que flanquean el altar. Se llama también capilla del Relicario por las muchas reliquias que en ella se guardan. La planta es ochavada. La capilla está rematada por una cúpula con linterna que descansa sobre un tambor, obra de Jorge Manuel Theotocópuli. Las paredes están decoradas con mármoles y la cúpula con pinturas en las que trabajaron Francisco Rizi y Juan Carreño. En los retablos adosados a los muros se guardan los relicarios, algunos muy interesantes desde el punto de vista artístico e histórico. Son 126 obras de orfebrería que comprenden desde el siglo XIII al XVIII. Se guarda como tradicional reliquia un trozo del velo de Santa Leocadia (la virgen toledana hispanorromana) que según la leyenda fue cortado por san Ildefonso a la Santa cuando esta se apareció en el año 666. También es parte de la tradición y la leyenda que Recesvinto prestó su cuchillo al santo para realizar esta partición. El cuchillo también se conserva como reliquia.

## Capillas del claustro

### Capilla de San Blas

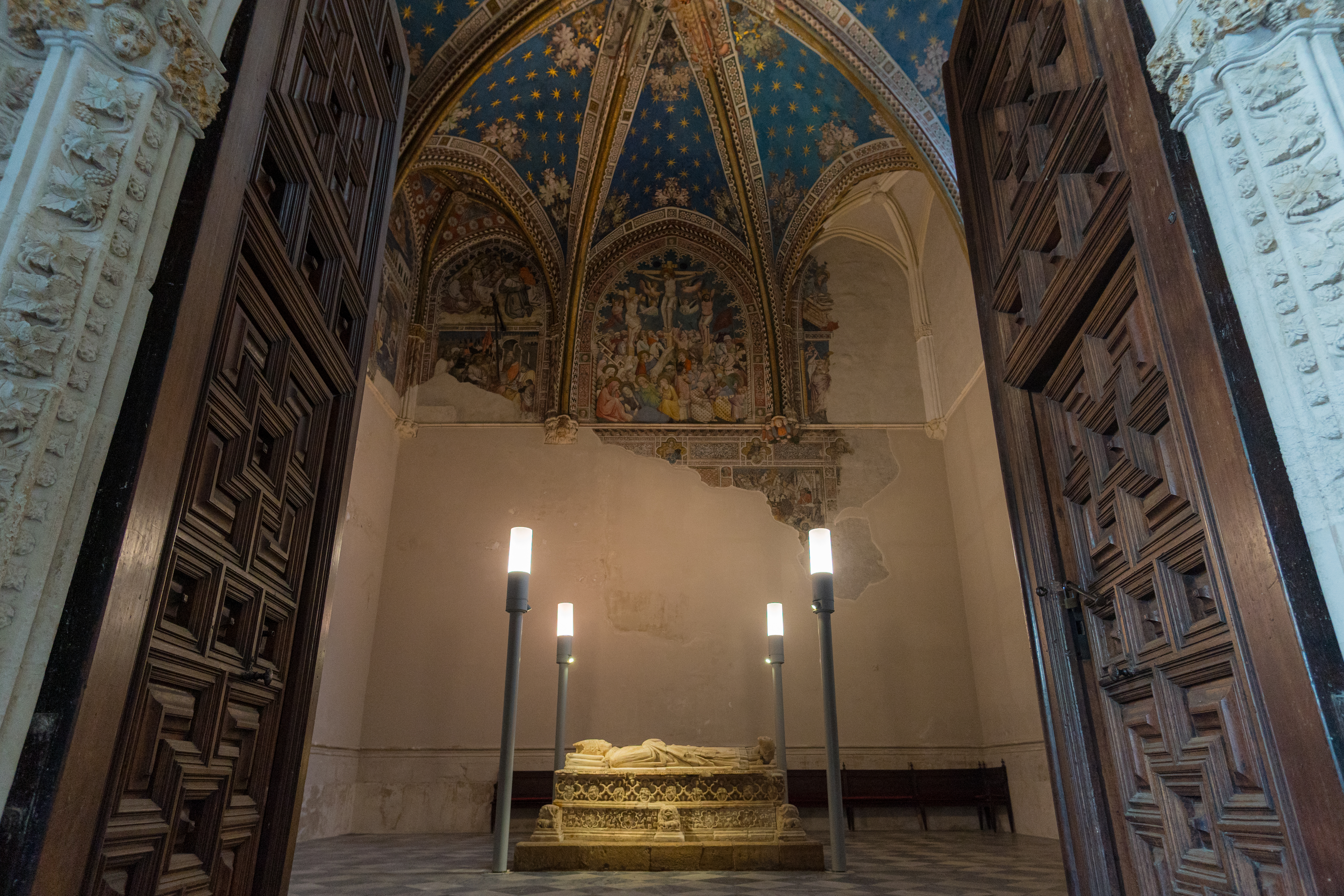
Capilla de San Blas.

La capilla de San Blas (la de Pedro Tenorio) se encuentra en la planta baja cubierta por una bóveda en ochavo que recuerda el destino funerario. Se accede desde el propio claustro y se discute el inicio de las obras: en general se acepta un periodo que abarca desde 1389 a 1398, siendo concluida poco antes de la muerte de Pedro Tenorio, el 10 de mayo de 1399. Se sitúa siete metros por debajo de la línea de la calle, decisión tomada con posterioridad al inicio de las obras por la imagen de la consagración a San Blas y se establecieron las rentas y deberes del cabildo para el sostenimiento de la misma.
La capilla está decorada en dos partes diferenciadas. Primero, desde la cornisa hasta el techo se representa el Credo en catorce escenas en el sentido de las agujas del reloj. En la parte inferior de la cornisa se encuentra el Juicio Final y escenas de santos. La autoría de las obras no está clara, aunque queda atribuida sin lugar a dudas a pintores florentinos entre los que se menciona como muy probables a Gherardo Starnina y Nicolás de Antonio con el enigmático Rodríguez de Toledo cuya firma apareció en 1924 al eliminar los enlucidos de la parte inferior.
Las deficientes restauraciones sufridas y el deterioro que a lo largo de los años ha producido la humedad han dañado las pinturas más cercanas al suelo, en algunos casos de forma irremediable. Se realizó a principios del siglo XXI una profunda restauración de esta capilla, consolidando las pinturas y devolviéndolas todo su colorido y esplendor originales, a excepción de aquellos fragmentos irremediablemente perdidos.